# Aber (île)
Pour les articles homonymes, voir Aber (homonymie).
L'Aber (île) est une île appartenant à la commune de Crozon, située en baie de Douarnenez à la pointe de Raguenez et au débouché du petit fleuve côtier Aber.

## Description
L'Aber n'est une île qu'à marée basse , car elle est alors reliée au continent par un isthme submergé à marée haute.

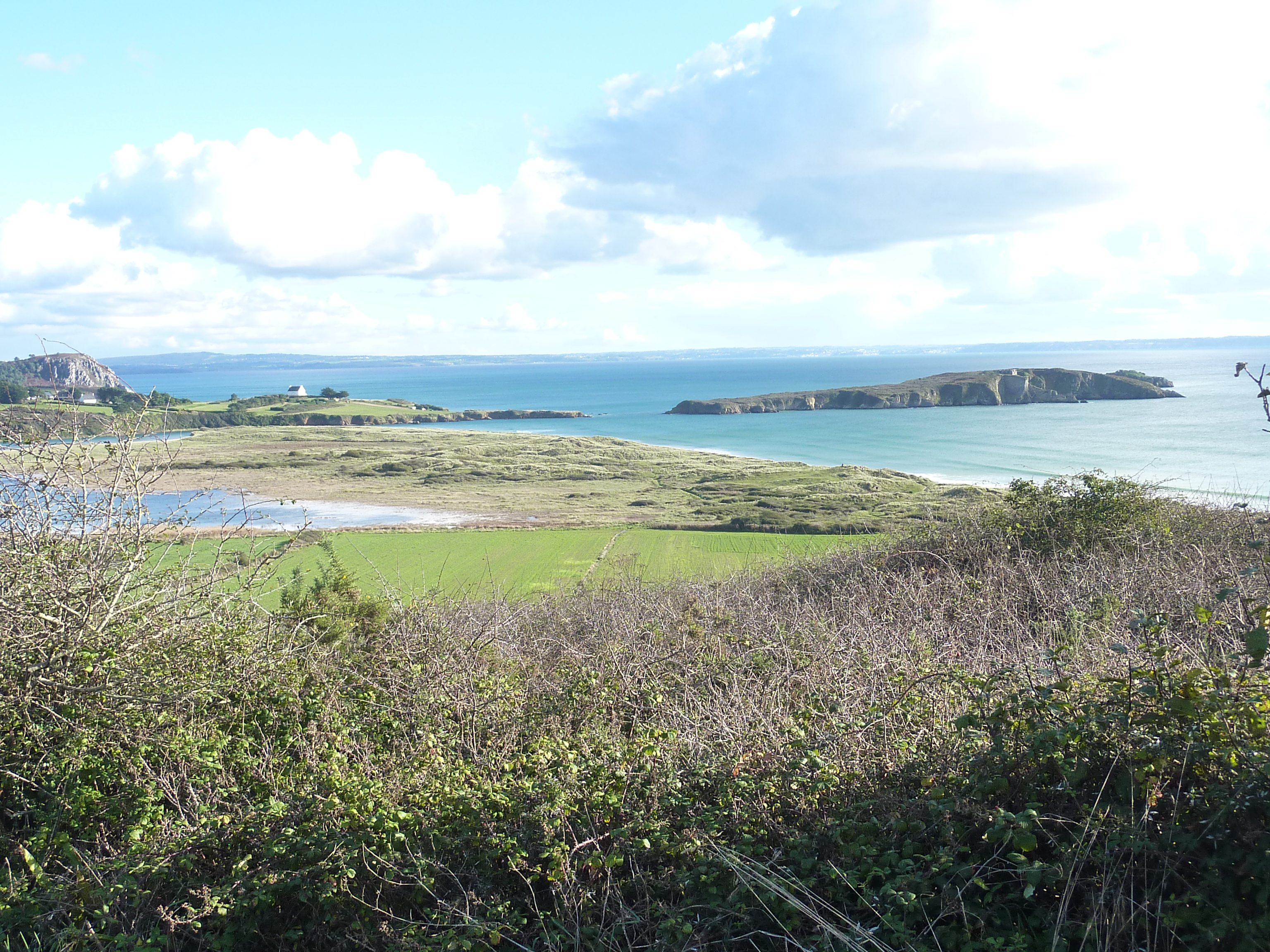
Crozon : l'Île de l'Aber vue depuis Keradennec.
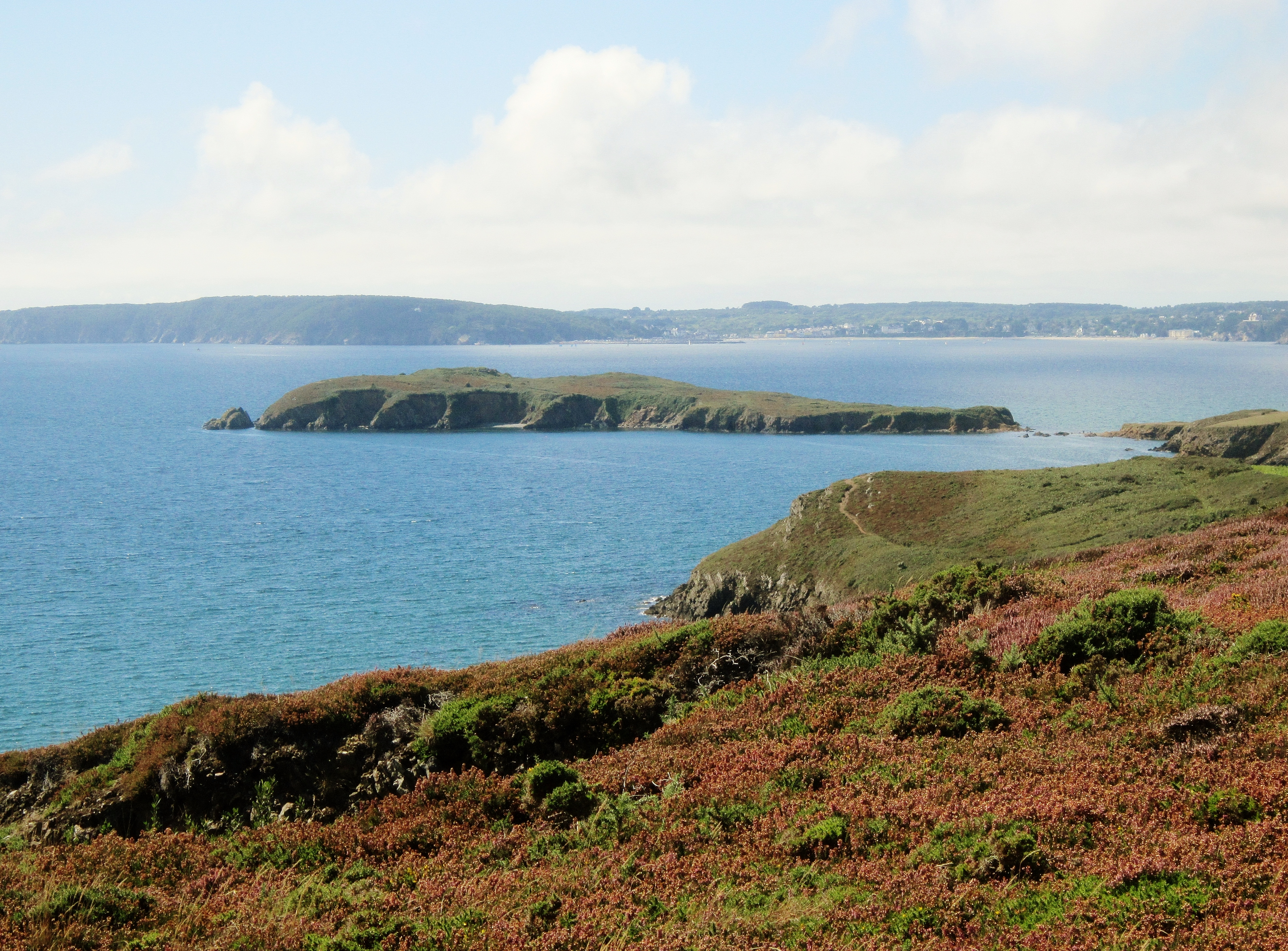
L'île de l'Aber vue de l'ouest depuis les falaises en direction de la pointe du Guern.
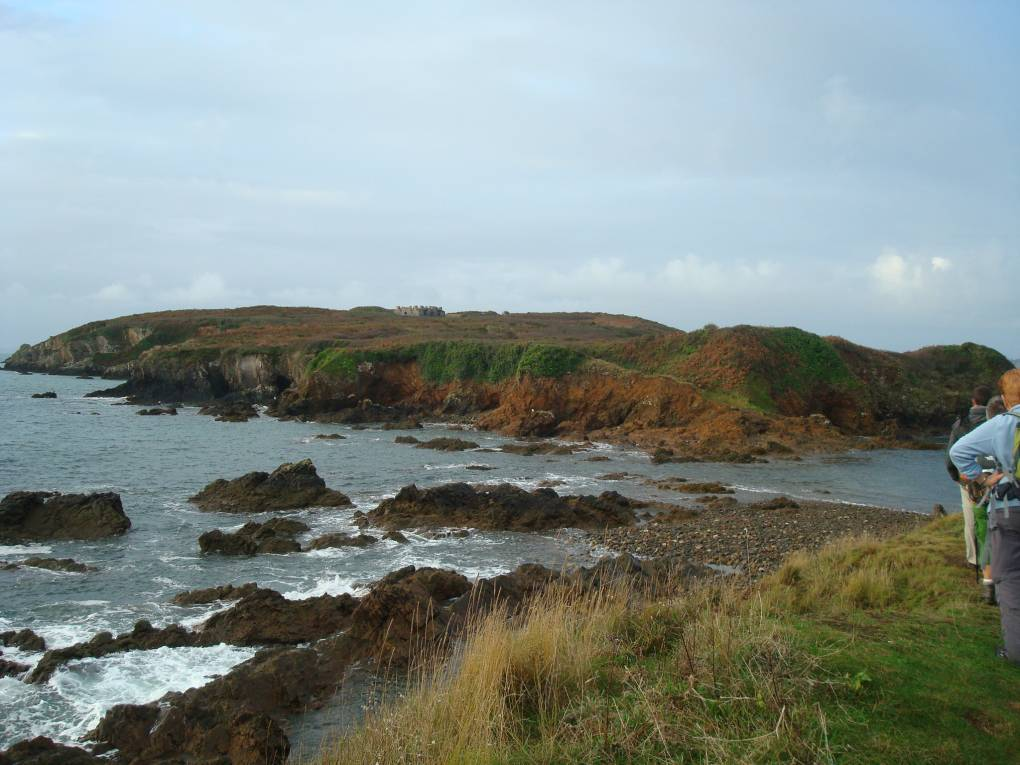
Crozon : l'Île de l'Aber, vue d'ensemble.
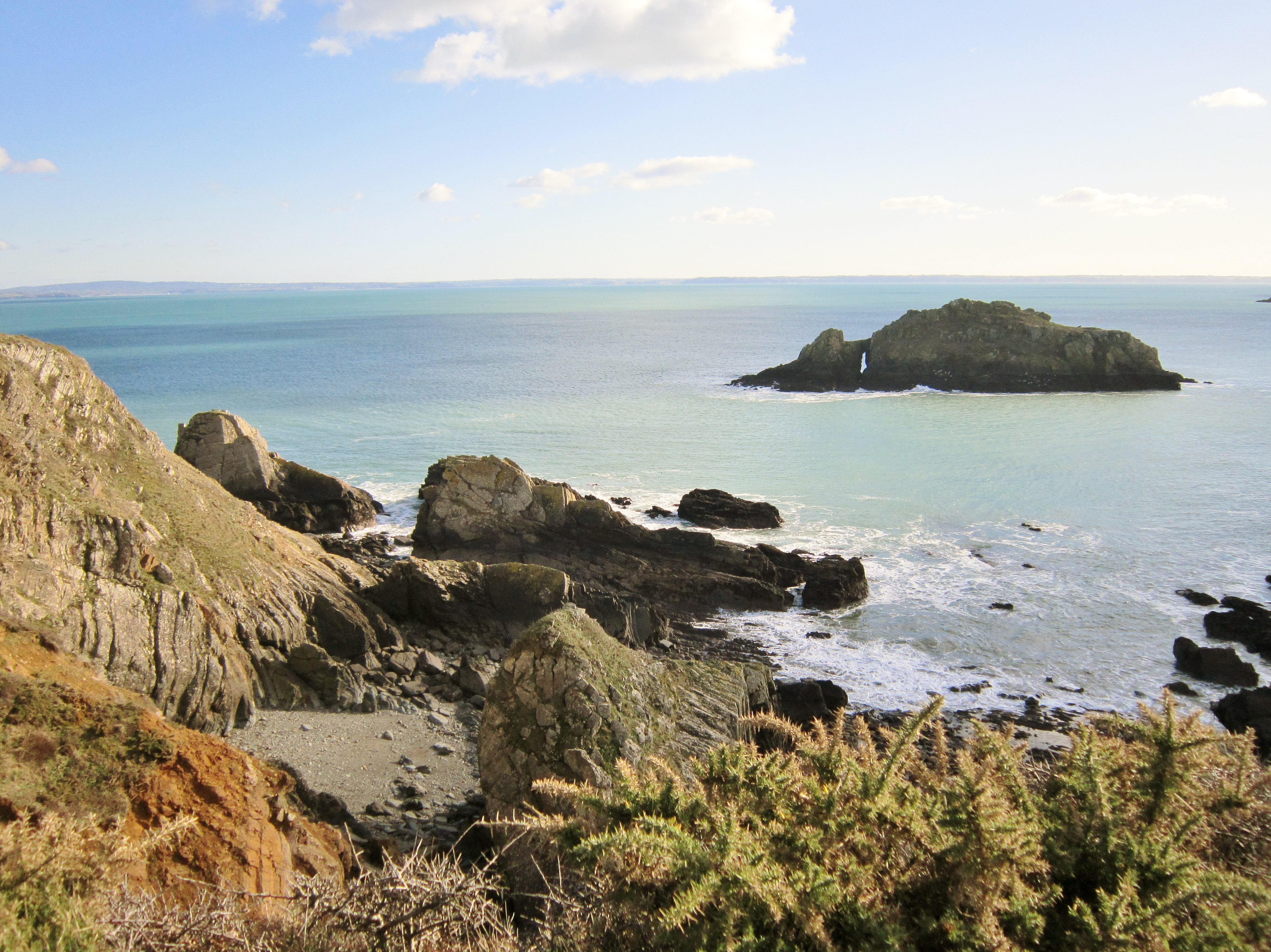
Crozon : îlot au large de l'île de l'Aber, celle-ci étant très partiellement visible au premier plan.
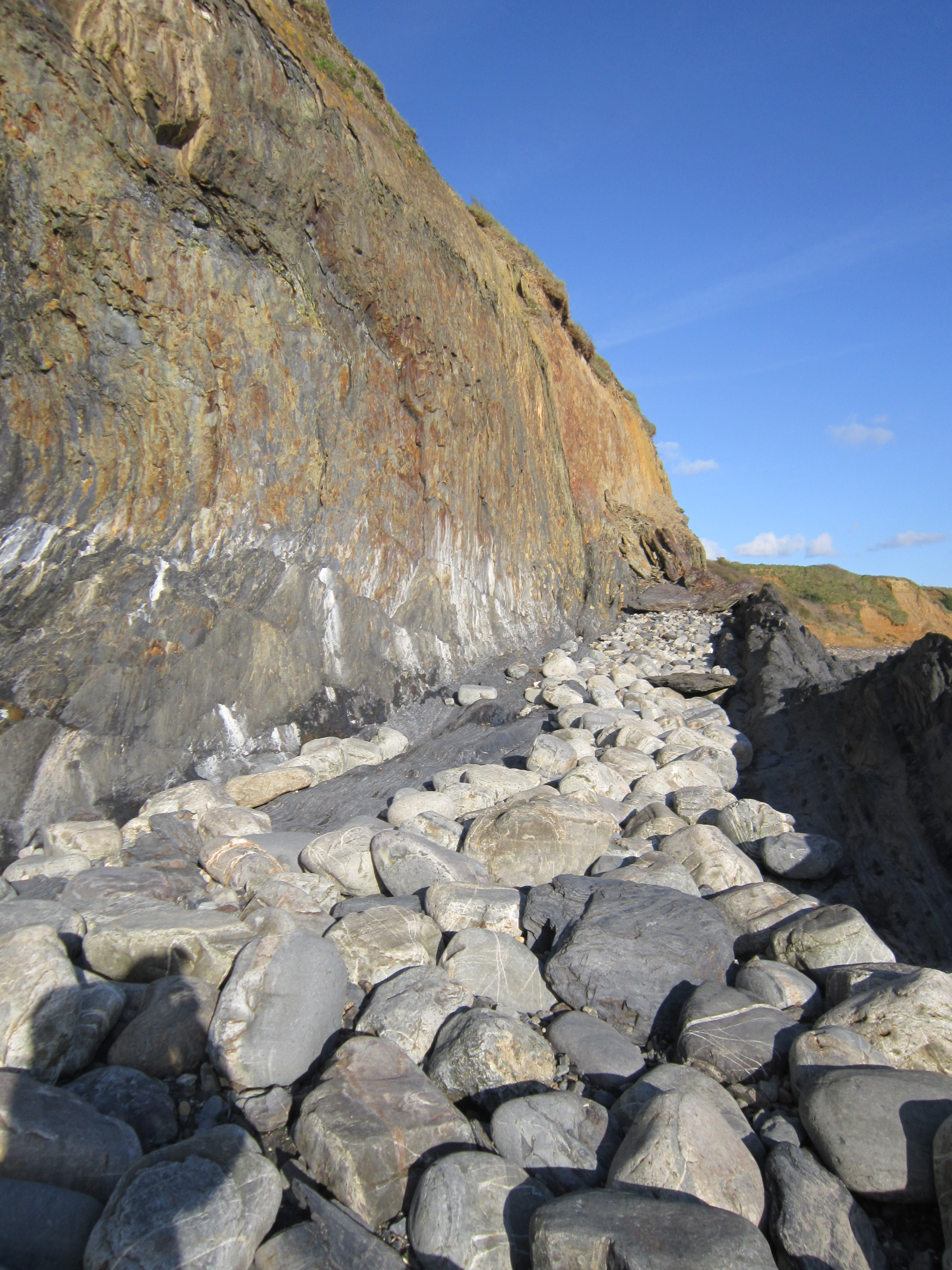
Sentier d'accès à l'île de l'Aber.

## Géologie
L'île de l'Aber est formée de grès et schistes  appartenant à la « formation de Kermeur », qui date du caradocien ; à proximité la pointe de Raguenez présente des roches volcaniques et sédimentaires d'une même unité géologique appelée « Formation des tufs et calcaires de Rozan » : les tufs résultent de la consolidation de projections volcaniques de lapilli et cendres volcaniques déposées sur un fond marin lors d'éruptions volcaniques sous-marines survenues il y a 448 millions d'années, retombées en niveaux superposés, au rythme des différentes éruptions survenues ; les calcaires correspondent aux sédiments carbonatés qui recouvraient les fonds marins entre les éruptions ; ces diverses couches sont traversées par des filons de dolérite visibles sur l'isthme reliant l'île de l'Aber à la pointe de Raguenez, ces intrusions magmatiques étant interprétées comme étant ds conduits d'alimentation du volcanisme. Le pendage des couches résulte des plissements de direction varisque survenus il y a 320 millions d'années.

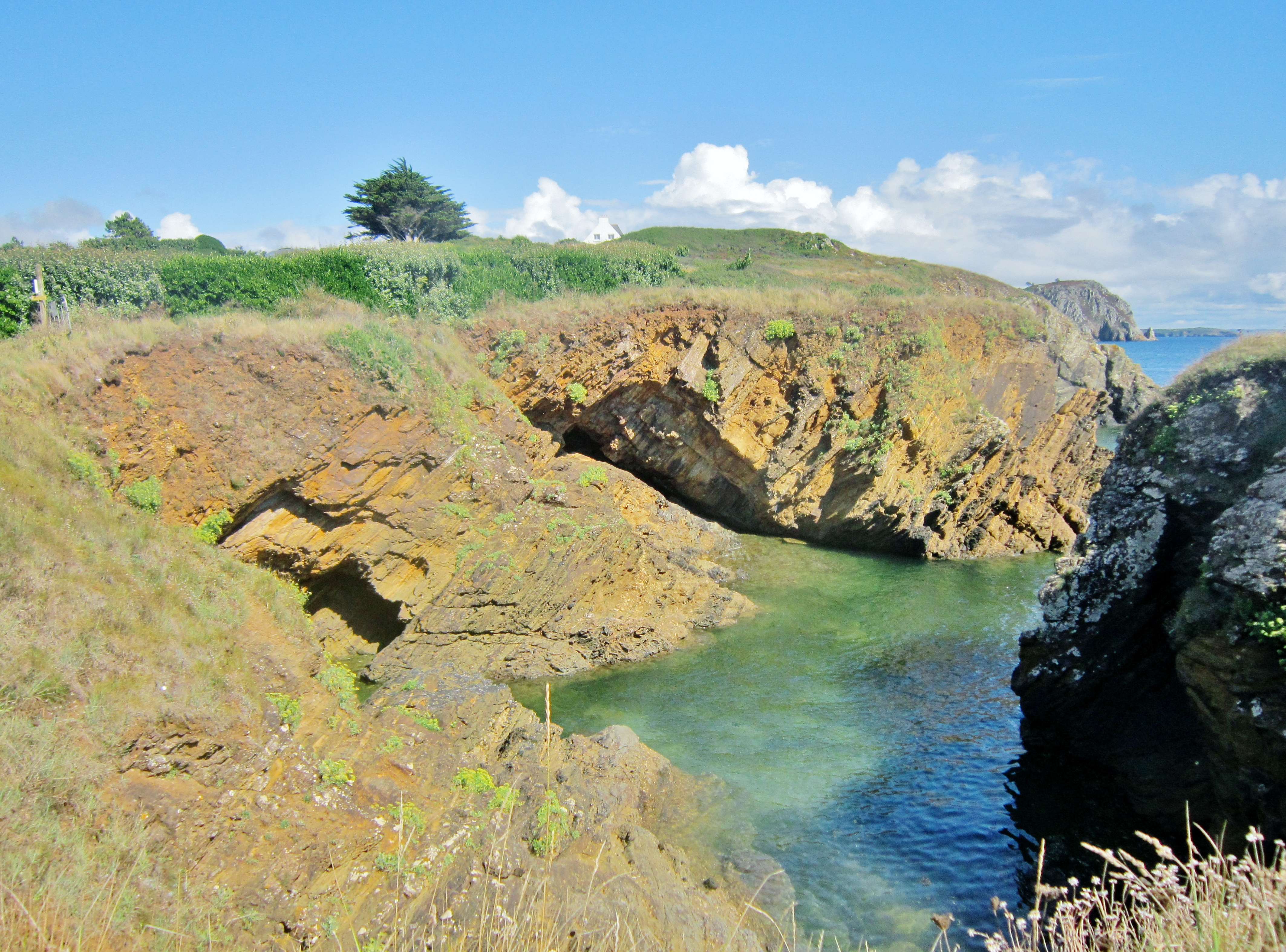
Falaises et grottes de la pointe de Raguenez.
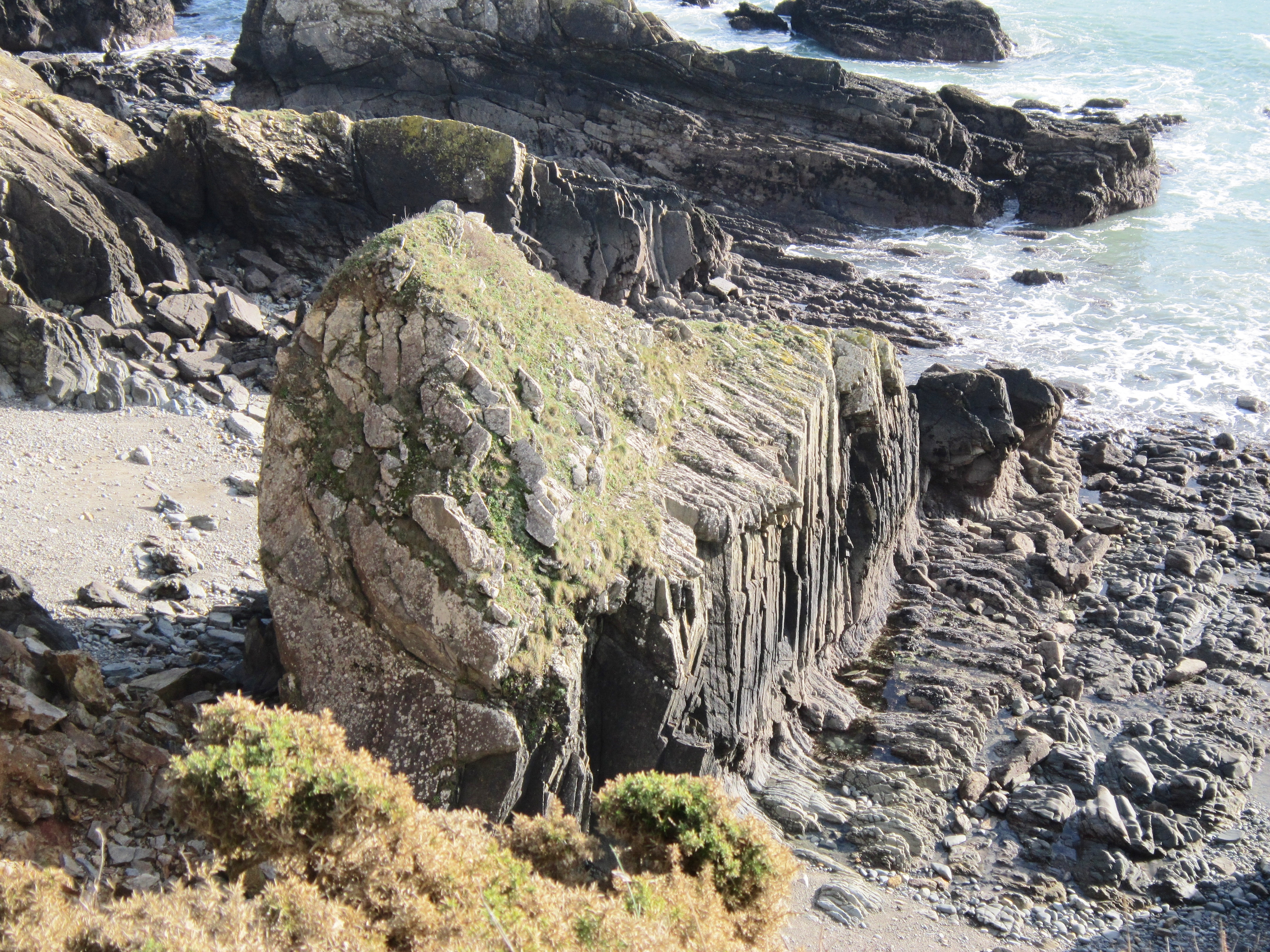
Crozon : rochers de dolérite près de l'île de l'Aber.
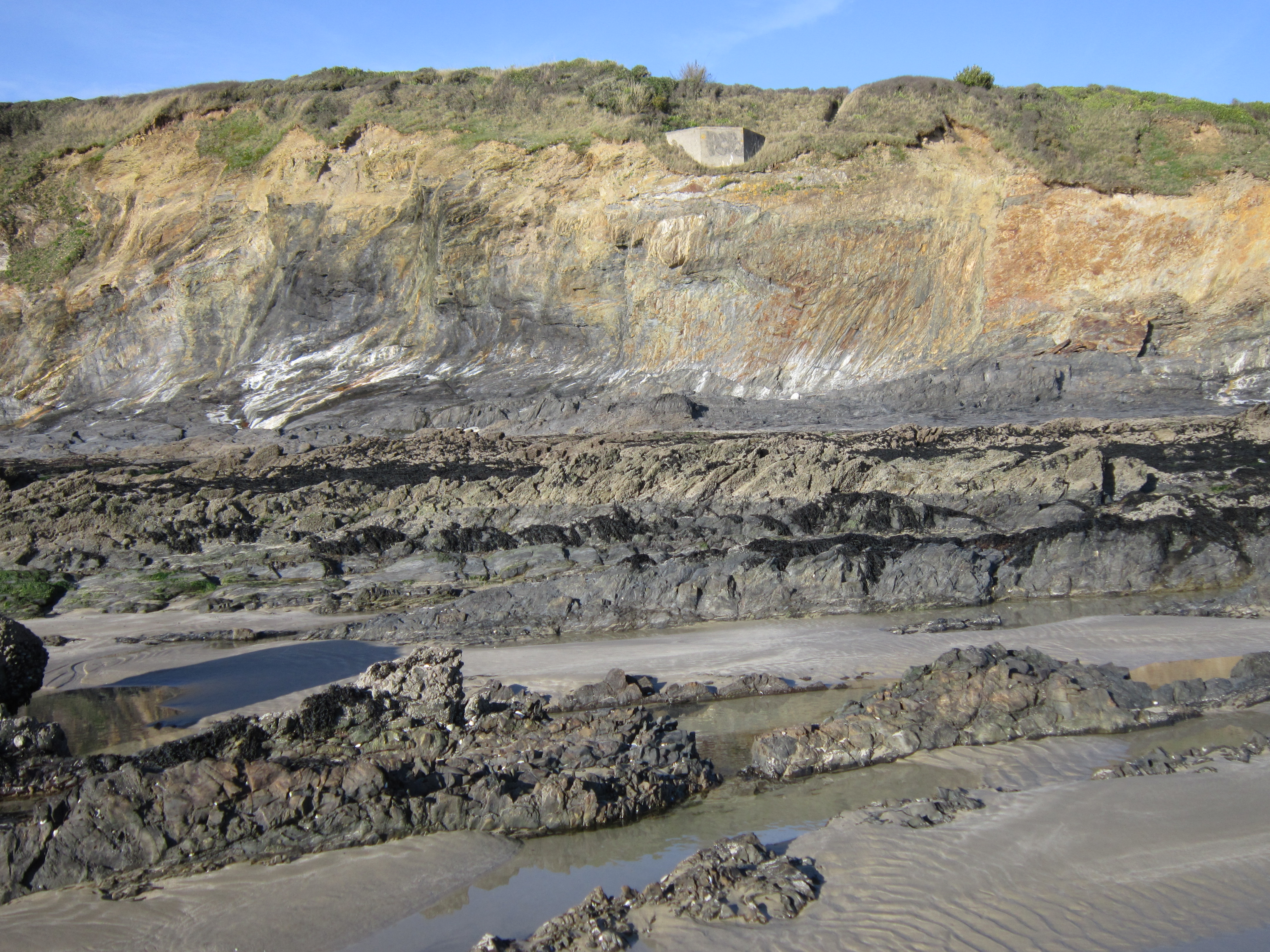
Crozon : falaise de la côte nord-est de l'île de l'Aber (vue de l'estran à marée basse).

Plus à l'est, entre Pen ar Vir (en Telgruc-sur-Mer) et l'île de l'Aber le littoral montre une succession remarquable d'affleurements : les phyllades de Douarnenez datent du briovérien ; la pointe Nord de Pen ar Vir est constituée de coulées volcaniques sous-marines ; en continuant vers l'ouest se succèdent des schistes et poudingues du Trémadocien , puis, sur le territoire de la commune de Crozon, du grès armoricain, épais de 500 à 600 mètres, formant des falaises imposantes jusqu'à la Pointe du Guern ; plus à l'ouest encore, le long de la plage de Kerglintin (dite aussi plage du Poul), affleurent des dolérites issues d'un sill ; la pointe entre les plages de Kerglintin et de Raguenez est en grès de Kermeur ; l'est de la plage de Raguenez est formée de schistes noirs, toute sa partie ouest étant par contre constituée d'un sill de dolérite alternant avec des tufs (cinérites et lapilli) et épais de 150 mètres ; l'île de Rozan est constituée de tufs et de calcaires.

## Histoire
Lieu de refuge pour les populations depuis l'Âge du Fer et probablement jusqu'à l’époque médiévale, l'île de l'Aber est fortifiée en 1694 par Vauban qui ordonne la réalisation de retranchements et l’armement du site qui occupe une position stratégique : pointe avancée en baie de Douarnenez, l'île permet de contrôler à la fois les plages de Telgruc et de l'anse de Morgat. En 1862, la batterie existante, dont les feux se croisent avec ceux de la batterie du Kador, est remaniée et un corps de garde est érigé pour la soutenir.
Bien qu’édifié selon le même plan-type que Postolonnec et le Kador, le fort de l'Aber se distingue de ces ouvrages : son plan est carré ; il possède une grande salle au lieu de deux et sa terrasse a été aménagée pour accueillir de l’artillerie légère de défense terrestre. On observe une certaine recherche architecturale dans les matériaux et dans les formes. La pierre, la dolérite, est rarement utilisée en pierre de taille, et la terrasse revêt une apparence médiévale avec ses mâchicoulis, ses créneaux de fusillade.
Rapidement abandonnée en raison des progrès de l’artillerie, l'île de l’Aber fut réinvestie par les Allemands en 1940, en raison de sa position stratégique. L'île est désormais inhabitée.

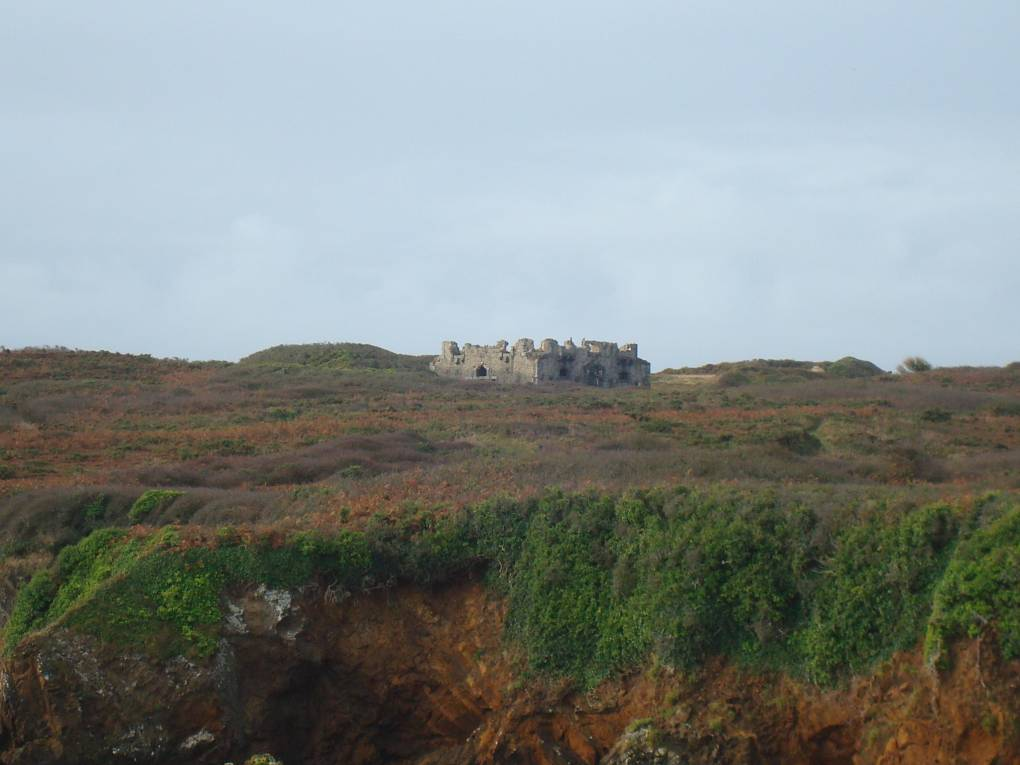
Crozon : Île de l'Aber, le fort en ruine.
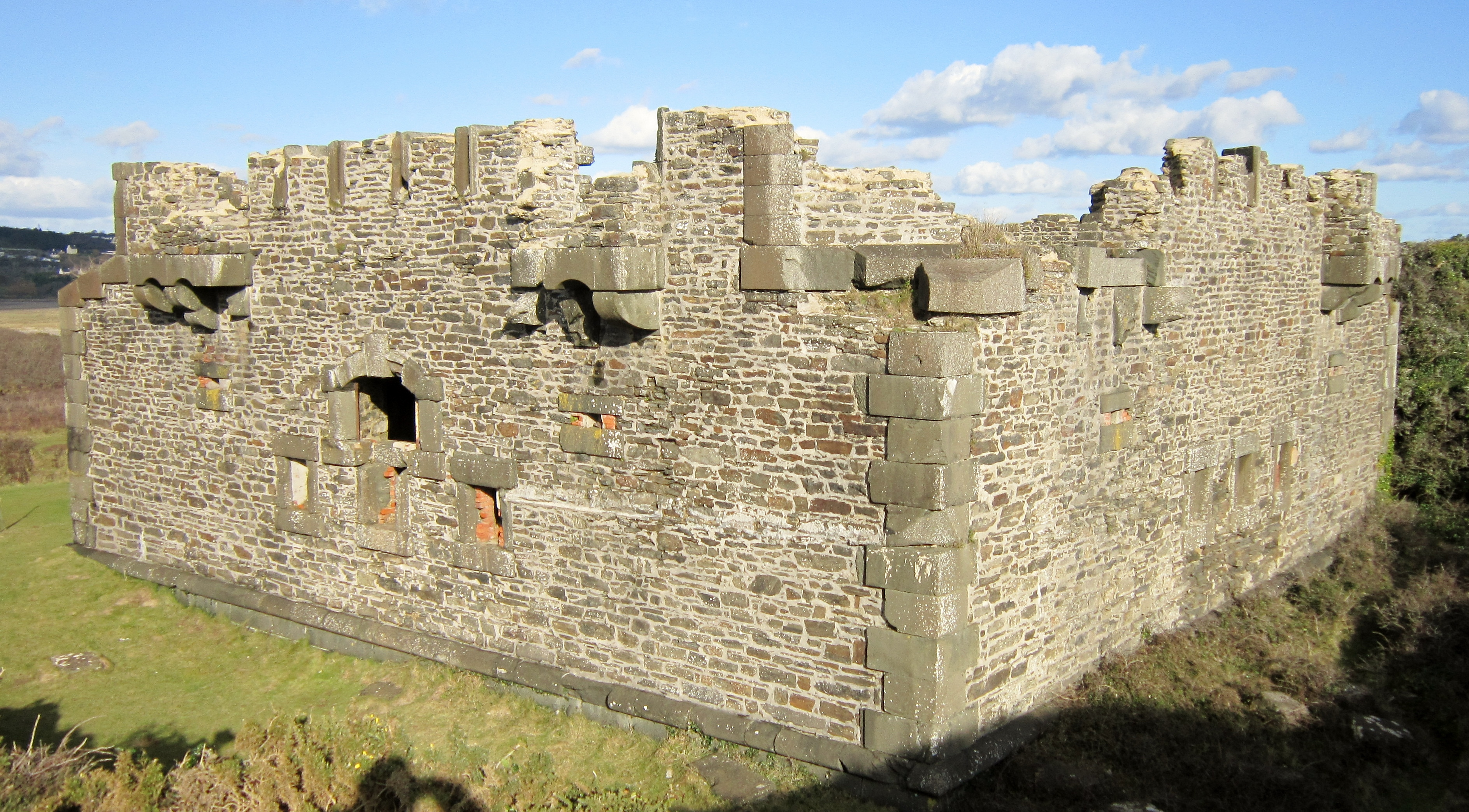
Crozon : le fort de l'Aber, construit en 1862 (sur l'île de l'Aber).